# فنکامین
فنکامین (انگلیسی: Fencamine) که آلتیمینا (Altimina) و سیکوکلر (Sicoclor) نیز خوانده می‌شود یک داروی روانگردان از خانواده آمفتامین هاست. این دارو شباهت زیادی با فنتیلین دارد.